# Tabernaemontana cerifera
 (mars 2023).
Espèce
Classification phylogénétique
Tabernaemontana cerifera est une espèce de plantes à fleurs du genre Tabernaemontana et de la famille des Apocynaceae. Elle est endémique en Nouvelle-Calédonie,.

## Description

### Aspect général
L'espèce se présente généralement comme un arbuste ou un petit arbre mesurant entre 4 et 10 mètres de haut. En maquis minier, c'est habituellement un arbuste, et en milieu forestier, un arbre moyen.
Ses rameaux sont peu nombreux.
L'espèce présente un grand polymorphisme au niveau de ses fleurs, aussi bien qu'au niveau de ses feuilles et ses fruits.

### Feuilles
Les feuilles sont opposées, lancéolées ou elliptiques, coriaces, épaisses, arrondies au sommet, en coin à la base. Leur marge est souvent révolutée, c'est-à-dire qu'elle se présente comme repliée vers le dessous. Les nervures apparaissent nettement sur les deux faces.

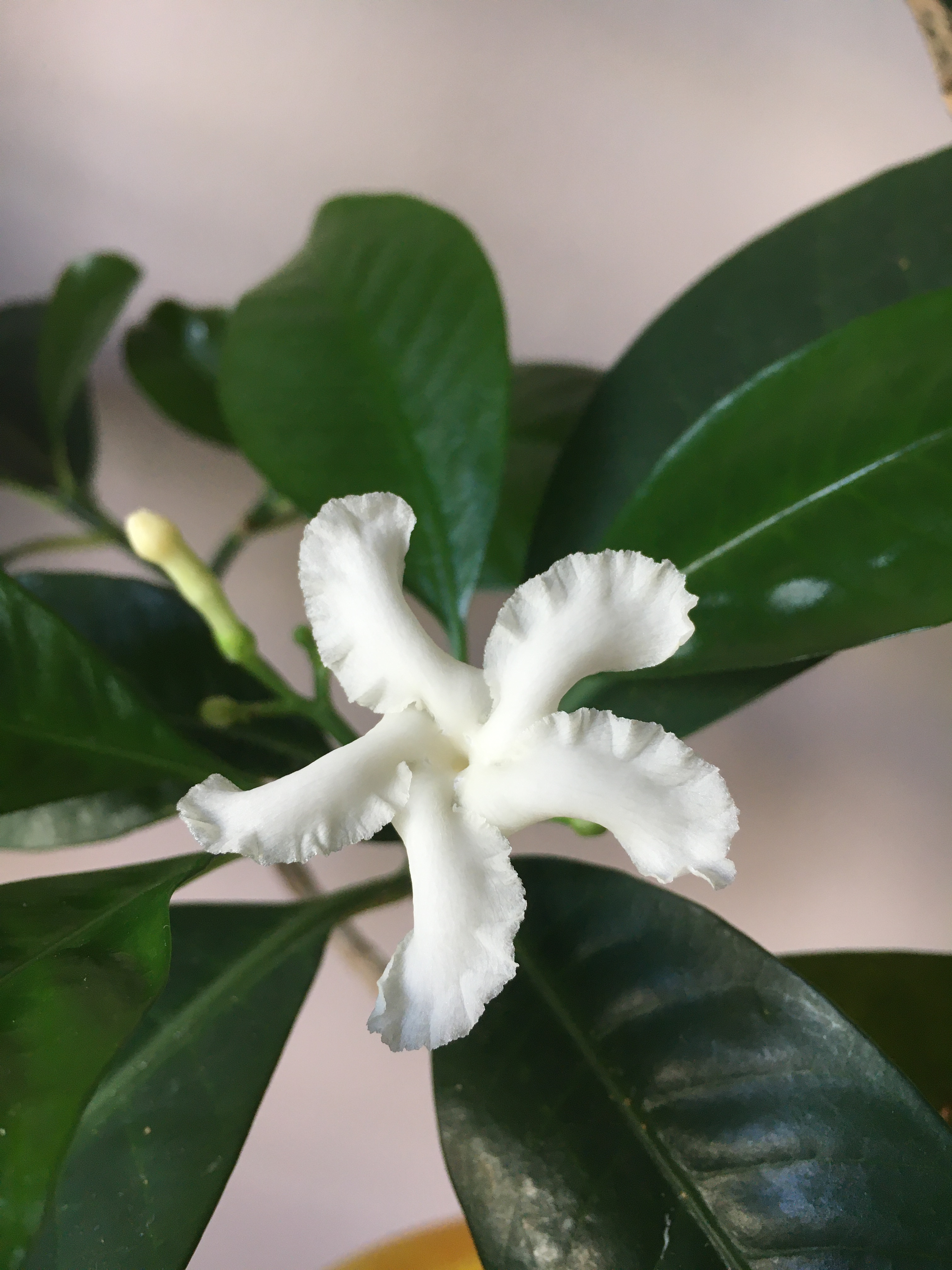

Les feuilles sont d'aspect vernissé.

### Fleurs
Les fleurs sont blanches, odoriférantes et se présentent sur des inflorescences terminales robustes et bien fournies. Leurs 5 pétales sont en forme d'hélice dextrogyre. La floraison a lieu de juin à août.

### Fruits
Les fruits, d'apparence cornue, sont groupés par paire, comme chez toutes les Apocynacées. Les graines, nombreuses, sont profondément sillonnées. La fructification a lieu deux mois après la floraison.
La pulpe est rouge et appréciée par les oiseaux.

### Écorce
La couche externe de son écorce est blanchâtre, subérisée (à l'aspect similaire à du liège), très épaisse surtout sur les individus âgés. Elle s'écaille facilement.
Sa couche interne est mince et brune.
L'écorce produit un latex très abondant,.

## Répartition
Cette espèce est largement répandue sur la Grande Terre et à l'Ile des Pins, à basse et moyenne altitude. C'est une plante que l'on trouve plutôt dans les maquis paraforestiers, les fourrés et la forêt humide ou mésophile.

## Étymologie
Le qualificatif cerifera (étymologiquement, "qui produit de la cire") provient du fait que les bourgeons apicaux sont recouverts d'une cire blanchâtre.

## Noms vernaculaires
Cette espèce est aussi appelée arbre à cire ou arbre à lait en français.
En cèmuhî, cette plante est appelée tabè pwèti.
En némi, elle est appelée thiguic.
En paicî, elle est appelée téa.